# Gewerkschaft für Kunststoffgewerbe und Holzverarbeitung im CGB
Die Gewerkschaft für Kunststoffgewerbe und Holzverarbeitung im CGB (GKH) ist eine christliche Berufsvereinigung für Beschäftigte im Holz- und Kunststoffhandwerk, sowie im Modellbauerhandwerk. Sie ist Mitglied im Christlichen Gewerkschaftsbund. Mit Urteil vom 23. September 2011 hat das Arbeitsgericht Hamm der GKH die Tariffähigkeit aberkannt.

## Selbstverständnis
Die Gewerkschaft versteht sich als eine unabhängige Gewerkschaft gegenüber politischen Parteien, Kirchen, Regierungen und Unternehmen. Sie bekennt sich zur sozialen Marktwirtschaft und zur Sozialpartnerschaft.
Nach eigenen Aussagen strebt sie mehr Mitbestimmung für den einzelnen Arbeitnehmer an, lehnt aber eine zu große Einflussnahme von Funktionären ab („Funktionärsherrschaft“). Die GKH spricht sich für eine gerechte Beteiligung am Produktivkapital der deutschen Wirtschaft (Mitarbeiter-Kapitalbeteiligung) aus. In Bezug auf die Einheitsgewerkschaften spricht sie sich für Gewerkschaftspluralismus aus. Die GKH fordert „eine gerechte Bezahlung der weiblichen Arbeitnehmerinnen und wendet sich gegen jegliche Diskriminierung.“

## Gewerkschaftliche Arbeit
Die GKH bietet Arbeits- und Sozial-Rechtsschutz mittels ihrer Sekretariate in allen Streitfällen vor Arbeits- und Sozialgerichten, gegenüber Arbeitgebern und Sozialversicherungsträgern. Alle Mitglieder erhalten die Deutsche Gewerkschaftszeitung (DGZ). Die Mitglieder können sich in Betriebsgruppen organisieren und Veranstaltungen des Bildungswerk der Christlichen Gewerkschaften teilnehmen. Mitglieder in Betriebsräten erhalten Beratung in allen Fragen der betrieblichen Mitbestimmung. Sie arbeitet in Selbstverwaltungsorganen der Sozialversicherungen mit.

## Aberkennung der Tariffähigkeit
Das Arbeitsgericht Hamm erkannte der GKH am 23. September 2011 die Tariffähigkeit ab. Sie begründete dies mit der geringen Mitgliederzahl sowie mangelnder sozialer Mächtigkeit und folgte damit dem Urteil des Bundesarbeitsgerichts (BAG) vom 5. Oktober 2010. Die GKH hatte im September 2011 nur noch 1.653 Mitglieder. Damit wurde ein Urteil aus dem Jahr 2009 revidiert, in dem das Bundesarbeitsgericht entschieden hatte, dass über die Tariffähigkeit des GKH nicht abschließend zu urteilen sei, da wichtige Unterlagen wie Mitgliederzahlen gefehlt hätten. In der Regel schloss die GKH Tarifverträge ab, welche sich unter dem Niveau der IG Metall, der Einheitsgewerkschaft für diesen Bereich, bewegten.